# Ókortudomány
Az ókortudomány (németül Altertumswissenschaft vagy Altertumskunde, franciául antiquités, angolul classical studies vagy classics) hagyományos értelemben az ókori Kelet, Európa és Észak-Afrika történelmi, irodalmi és régészeti forrásainak együttes kutatásával foglalkozó tudományág. A klasszikus ókortudomány elsősorban az ókori görög és római civilizáció történetével foglalkozik, a szélesebb értelemben vett ókortudomány ma már a Mediterrán vidéken túli régiókat (Közép-Ázsia, Távol-Kelet) is magába foglalja. A XIX. század közepe óta az egyetemes ókortudomány számos ágra, altudományra bomlott, ezek közül kiemelendő az egyiptológia, assziriológia, keltológia vagy a hettitológia. A klasszikus ókortudományból nőtt ki a klasszika-archaeológia, amely a görög és római világ régészetével (provinciális régészet) foglalkozik. Bár az alábbi tudományágak nemegyszer szoros együttműködést igényelnek, számos magyarországi és külföldi egyetemen az ókortudományi tanszékek ma már elkülönülnek az egyiptológiai, assziriológiai vagy klasszika-archaeológiai tanszékektől. A világ egyik legnagyobb ókortudományi csoportjának jelenleg több, mint 10 000 tagja van és világszerte mintegy 300 egyetemen oktatnak jelenleg ókortudományi tárgyakat.

## A magyar ókortudomány története

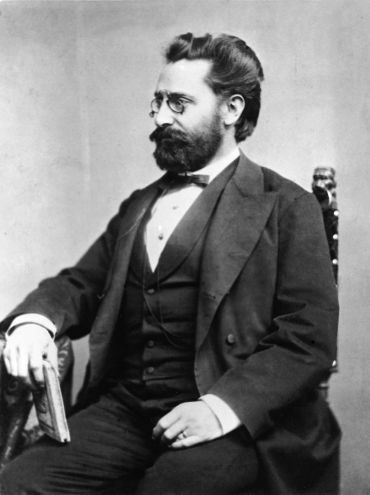
Ponori Thewrewk Emil, a magyar klasszika-filológiai kutatások atyja

A magyar ókortudományi kutatások a reneszánsz kor ókor iránti felélénkülésével indultak és elsősorban a latin feliratok gyűjtésével, az epigráfiai kutatásokkal és a latin irodalom és klasszika-filológiai kutatások elindulásával kezdődtek a XVI-XVII. században. A XVIII. században indultak el az első régészeti kutatások is, amelyek a XIX. században felélénkülnek. A XVIII. század óta a magyar klasszika-filológusok és történészek rendszeresen fordították úgy az ókori auktorok műveit, mint a neves kortárs történészek munkáit, de több saját Róma történet vagy az ókorról szóló korai traktátus születik már a XIX. században is. A magyar klasszikus ókortudomány úttörői között találjuk Ponori Thewrewk Emilt, a magyar klasszika-filológia atyját, Rómer Flórist, a magyar régészet atyját és Mahler Edét, az első magyar egyiptológust. A dualizmus első felének magyar ókortudománya nagyban függött a klasszikus német ókortudománytól és annak domináns alakjától, Ulrich von Wilamowitz-Moellendorff személyétől. Hasonlóan nagy hatást gyakorolt a magyarországi epigráfiai kutatásokra és klasszika-régészet fejlődésére Theodor Mommsen személye is.
A XX. század első évtizedeire az ókortudomány – egy időben a Magyar Királysággal – darabjaira hullva és szabdaltan indul el a „szakosodás” útján, fokozatosan eltávolodva a Wilamowitz-féle egységes és klasszicizáló szemlélettől, új utakat akart találni magának. A világháború előtti nagy nemzeti lelkesedés áthatotta a klasszikus ókorral foglalkozó és a nemzetközi ismertségért megfáradtan küzdő kis magyar ókortudósi közösség egy jelentős részét is, ezáltal új perspektívákat nyitva ikonikus alakokkal és korszakalkotó géniuszokkal. A német ókortudomány hű követése után a magyar ókortudósok egy része a századfordulón úgy gondolja, hogy az egy évszázados kutatástörténetre visszatekintve értelme lehetne már „magyar ókortudományról” beszélni: Pecz Vilmos (1854–1923) a sokak által máig használt Ókori Lexikon szerzője, a magyar bizantinológia atyja a latin és a görög műveltség és nyelviség kettéválasztását szorgalmazta, keresve az antik hagyományok magyar kultúrába is beszivárgó latin elemeit, egyedi szint hozva az útkereső „magyar” ókortudomány palettáján.
Az „eredetiség” és a kiaknázatlan lehetőségek után kutatva a magyaros – vagy mondhatni sajátosan helyi jelleget – kereső ókortudomány talán legeredetibb alakja és egyben egy korszak iskolateremtő képviselője, Alföldi András (1895–1981). A kivételes szakmai tudással rendelkező ókortörténész kezdetben Pannonia és Dacia történetével foglalkozott, ám későbbi kutatásai a Római Birodalom egészére kiterjedtek. Módszertanának alapvonása, hogy a történelmi folyamatokat egészében, kontextusukban próbálja megérteni több tudományág-régészet, numizmatika, történetírás, filológia-interdiszciplináris együttműködését hívva segítségül. A római társadalom kutatásába bevonta a Barbaricum, vagyis a környező népek múltjának és régészeti anyagának a kutatását is. Irányadó módszertana nemcsak a magyarországi ókortudományba hozott új lelkesedést és alapozott meg egy máig ható iskolát, de hamar a nemzetközi figyelem középpontjába helyezte a nagyformátumú tudóst. Tanítványai  személyében – a világhírű epigráfus, Mócsy András (1929- 1987), a mindenki által csak „direktor úrnak” becézett Fitz Jenő (1929–2011) vagy a régészként eredményeskedő Nagy Tibor (1910–1997) – az ókorkutatás további generációi kerültek ki, akik mindvégig az interdiszciplinaritásban és az ókortudomány egyetemes jellegében látták a magyar szakemberek kirobbanási lehetőségét és a járható tudományos utat. A harmincas évek végén, az ókortudomány nemzetközi szinten is kezdett egyre inkább szakosodni és ugyanakkor a politikától is tarkítottá válni (lásd Raffaele Pettazzoni vagy Franz Altheim politikai ingadozásait), amit a „magyaros” ókortudományt követők – Moravcsik Gyula (1892–1972) vagy Alföldi is – átvett.
A harmincas években Budapesten föltűnt egy másik csodabogara is a magyar és az egyetemes ókortudománynak: a vallástörténész Kerényi Károly (1897–1973). A sokáig Pécsett, majd Szegeden is oktató klasszika-filológus, vallástörténész új szint hozott a magyar tudományos életbe. A kortársai által versekben, naplókban és regényben is megörökített tudós a Carl  Gustav Jung által kidolgozott analitikus pszichoanalízis és archetípusok vallástörténeti alkalmazásának legnagyobb tekintélyű tudósa lett, akinek budapesti magánóráit fürtökben lógva hallgatták a bölcsészhallgatóktól az orvos hallgatókig. Hétvégén tartott, kirándulásokkal és auktorolvasással tarkított szakmai szemináriumain, Stemma Kör néven a magyar ókortudomány legjava gyűlt össze, olyan tanítványokat vonzva mint a Homéroszt fordító Devecseri Gábor (1917–1971), az ókori keleti kultúrákat kutató Harmatta János (1917–2004), az egyiptológus Dobrovits Aladár (1909–1970), a művészettörténész Szilágyi János György (1918–2016) vagy a későbbi világhírű vallástörténész, Angelo Brelich (1913–1977). A budai hegyekben eltöltött hétvégék során a korabeli magyar értelmiségi elit – a Karinthy család, Szerb Antal, Trencsényi-Waldapfel Imre, karmesterek, költők, zenészek – követték az akkor már Magyarország első számú „sztár” ókortörténészévé váló Kerényit. Az általa hirdetett „religio academici”, vagyis az ókortudós hitvallása is az egyetemesség és az interdiszciplinaritás jegyében hirdette a szakma szeretetét. Anekdoták szerint a nehéz természetű zseniális tudós még reggelijéhez kapott tojássárgájában is a Napkultuszra és vallási jelenségekre asszociált.
A második világháború eseményei megpecsételték a két iskolaformáló egyéniség sorsát és ezáltal a magyar ókortudományt is. Kerényi Károly 1943-ban Svájcba emigrál, majd a kommunista hatalomátvétel szószólójának, Lukács Györgynek köszönhetően, végérvényesen kiszakad nemcsak hazájából de annak hivatalos tudományos szféráiból is. Ugyanígy jár Alföldi András is, aki 1947-ben Angliába, majd ezt követően Svájcba végül az amerikai Pricetonba emigrál. Bár mindkét kutatót a világ legnagyobb egyetemei hívják meg előadóként, mégis életüket gyökeresen megváltoztatta a kényszerű hontalanság. A két mester emigrációja és szakítása a hivatalos rendszerrel szétszabdalta a magyar ókortudomány útját is. Első és másodgenerációs tanítványai közül néhányan, főleg a legtehetségesebbek, így a neves gazdaságtörténész Pekáry Tamás (1929–2010), a vallástörténész Köves-Zulauf Tamás (1923–2022) vagy korunk Mommsene, Alföldy Géza (1935–2011) elhagyták az országot, külföldön követve Alföldi és Kerényi ókorszemléletét. Mások a Pannónia-kutatást tették „hazai” unikummá és követték ebben Alföldi sajátosan magyar, de módszertanában mégis egyetemes irányzatát. Sokan az ókortudomány hazai iskoláinak kitartó véderői voltak a kommunizmus idején, átemelve az ingadozó, de ideológiáktól talán legkevésbé fertőzött történettudományi irányzatot a jelenbe. Ilyen nagyhatású oktató és kutató volt a nyelvzseni Hahn István (1913–1984), a latinos Borzsák István (1914–2007) és Szepessy Tibor (1929-2018), a magyar egyiptológia tartópillére, Kákosy László (1932–2003) vagy a matematikatörténész Szabó Árpád (1913–2001). Akadt persze olyan is, akiknek neve ma már rosszul cseng az ókortudomány történetében. Érdekes, ám egyedülálló színfoltja volt a magyar ókortudománynak az erdélyi Bodor András (1915-1999), aki egyedüliként képviselte a dominánsan régészet-központú Kolozsváron az ókortörténeti kutatásokat.
Alföldi és Kerényi iskolájában számos régész és ókortörténész generáció lelte meg azt az erős várat, amelyben a magyar ókortudomány sokáig úgy tűnt, hogy nemzetközi erőddé tud válni. Bárhogy is alakult, hatásuk mai napig él. Az ókortudomány ma, a második és harmadik generációs tanítványok (Ritoók Zsigmond, Komoróczy Géza, Török László, Adamik Tamás, Karsai György, Németh György) óvó égisze alatt már csakis a nemzetközi projektek és együttműködések révén tud életben maradni és továbbvinni a nagy elődök munkáját.

## A magyarországi ókortudomány jelenlegi helyzete
A magyarországi és határon túli magyar ókortudósok hivatalos szervezete a Magyar Ókortudományi Társaság.  Magyarországon jelenleg az Eötvös Loránd Tudományegyetemen, a Pécsi Tudományegyetemen, a Szegedi Tudományegyetemen, a Pázmány Péter Katolikus Egyetemen, a Károli Gáspár Református Egyetemen és a Debreceni Egyetemen folyik ókortudományi oktatás. A magyar ókortudomány eseményeiről az Ókor folyóirat és honlapja tájékoztatja a nagyközönséget.

## Bibliográfia
- Devecseri Gábor: Lágymányosi istenek. Budapest, Szépirodalmi Kiadó, 1967
- Litván György-Molnár Adrienne: Egzisztenciális ókortudomány. Életinterjú Szilágyi János Györggyel. Enigma folyóirat 87-88, 2016
- Ritoók Zsigmond: Az ókortudomány fogalmának változásai. In:Havas László (szerk.), Bevezetés az ókortudományba I. Debrecen,1998, 7–36.
- Ritoók Zsigmond: Ókortudomány. Magyar Tudomány 7, 2006, 794.
- Simon Attila: Bezáródás és kinyilás. Az ókortudomány egysége és sokfélesége. Ókor 2, 2013
- Szilágyi János György: Mi, filológusok. In:Szirénzene. Budapest,Osiris, 2005
- Szilágyi János György: Religio Academici. In: Szirénzene, Budapest, Osiris, 2005
- Szilágyi János György (szerk.):Voces paginarum. Magyar ókortudomány a XX. században. Budapest, Osiris, 2008
- Török László: Magyar ókortörténet a XXI. század elején. In: Antik Tanulmányok LII, 2008, 127–136.